# Scatman Crothers
Scatman Crothers, geboren als Benjamin Sherman Crothers (Terre Haute, 23 mei 1910 - Van Nuys (Californië), 22 november 1986), was een Amerikaanse jazzzanger, componist en acteur. Hij staat bekend om het spelen van Louie the Garbage Man in de tv-show Chico and the Man en Dick Hallorann in The Shining (1980) van Stanley Kubrick. Hij was ook een productieve stemacteur die de stemmen voorzag van Meadowlark Lemon in de geanimeerde tv-series van Harlem Globetrotters, Jazz the Autobot in The Transformers en The Transformers: The Movie (1986), het titelpersonage in Hong Kong Phooey en Scat Kat in de animatiefilm The Aristocats (1970).

## Biografie

### Muziekcarrière
Crothers begon zijn carrière na de high school tijdens de jaren 1920 als zanger en komediant in jazz- en nachtclubs. Hij zong en was autodidact op gitaar en drums. Hij zat in een band die in 'speakeasies' speelde in Terre Haute. In de jaren 1930 formeerde hij een band, woonde acht jaar in Akron (Ohio) en trad vijf dagen per week op in een radioshow in Dayton (Ohio). De stationsmanager dacht dat hij een pakkendere naam nodig had, dus stelde Crothers 'Scatman' voor voor zijn scatzang. Hij trouwde in 1937 met Helen, een inwoner van Steubenville, Ohio. In de jaren 1940 verhuisde het paar naar Californië.
Hij trad op in Los Angeles, Las Vegas en in het Apollo Theater in Harlem, New York. Capitol Records bracht een aantal van zijn singles uit: I'd Before Be a Hummingbird, Blue-eyed Sally en Television Blues. High Fidelity Records bracht zijn album Rock and Roll uit als Scatman Crothers. Hij ging op USO-tournees met Bob Hope. Crothers trad ook op met orkestleider Slim Gaillard. Volgens de aantekeningen op de cd-set Let Freedom Sing maakte Crothers deel uit van de muziekgroep The Ramparts, die The Death of Emmett Till (1955) zong, een nummer van A.C. Bilbrew.

### Film- en televisiecarrière
Crothers maakte zijn debuut in de film Meet Me at the Fair (1953). In 1961 verscheen hij in The Sins of Rachel Cade aan de zijde van Roger Moore. Hij had rollen in de filmmusicals Hello Dolly! (1969) en The Great White Hope (1970) voordat ze hem de stem van 'Scat Cat' gaven in de animatiefilm The Aristocats (ook 1970). Hij verscheen in vier films met Jack Nicholson: The King of Marvin Gardens (1972), The Fortune (1975), als nachtwaker in One Flew Over the Cuckoo's Nest (1975) en als hotelkok in The Shining (1980). Hij had de rol van een fabel vertellende veroordeelde in de animatiefilm Coonskin (1975), een conducteur in Silver Streak (1976), een stalhouder in The Shootist (1976), Mingo in Roots (1977), een circusdirecteur in Bronco Billy (1980), een honkbalcoach in Zapped! (1982) en engelen in Two of a Kind (1983) en Twilight Zone: The Movie (1983).
Hij werd de eerste zwarte persoon die regelmatig in een televisieshow in Los Angeles verscheen toen hij zich aansloot bij Dixie Showboat. Na The Aristocats in de jaren 1970 deed hij stemacteren als Meadowlark Lemon in de tekenfilmserie Harlem Globetrotters en als titelpersonage in Hong Kong Phooey. Vier jaar lang speelde hij de rol van Louie the Garbage Man in Chico and the Man. Hij had ook een rol in de televisieserie Roots. Tijdens zijn optreden in Sanford and Son vergezelde hij Redd Foxx voor twee muzikale nummers. Een daarvan was een versie van de standard All of Me, waarin hij Foxx begeleidde op tenorgitaar. In 1966 zond Hanna-Barbera de animatiespecial The New Alice in Wonderland uit (of What's a Nice Kid like You Doing in a Place like This?), een bijgewerkte versie van het verhaal van Lewis Carroll met Sammy Davis jr. als een coole Cheshire Cat. De special werd gevolgd door een audio-adaptatie voor HB Records, maar sinds Davis had getekend bij Reprise Records, zorgde Crothers voor de stem van de kat voor het album.
Crothers had gastrollen in Alfred Hitchcock Presents in 1958, Dragnet in 1967, Bewitched en McMillan & Wife in 1971, Adam-12 in 1972 (als George Strothers), Kojak en Ironside in 1973, Kolchak: The Night Stalker en Sanford en Son in 1974, Starsky and Hutch in 1977, Charlie's Angels en The Love Boat in 1978, Magnum, PI in 1980, en Taxi in 1983. Ook in 1980 was hij in twee afleveringen van Laverne & Shirley als portier. In de jaren 1980 verzorgde hij de stem van de autobot Jazz in de televisieserie The Transformers. Hij speelde in drie kortstondige televisieseries uit de jaren 1980: One of the Boys (1982), Casablanca (1983) en Morningstar/Eveningstar (1986).

## Overlijden
Scatman Crothers overleed op 22 november 1986 op 76-jarige leeftijd in zijn huis in Van Nuys, Californië, na bijna vier jaar te hebben geworsteld met longkanker. Hij is begraven op Forest Lawn Memorial Park Cemetery in Los Angeles.

## Onderscheidingen
- De Saturn Award 1981 als beste bij-acteur in The Shining
- Best Supporting Actor, Academy of Science Fiction, Fantasy en Horror, voor The Shining (1980)
- Ster op de Hollywood Walk of Fame, 1981
- NAACP-Image Award
- Black Filmmakers Hall of Fame, 1987 (postuum)

## Filmografie
- 1950: King Cole Trio & Benny Carter Orchestra (kort onderwerp), als zichzelf
- 1951: Yes Sir, Mr. Bones, als Scatman
- 1952: The Return of Gilbert and Sullivan
- 1953: Meet Me at the Fair, als Enoch Jones
- 1953: Surprising Suzie (kort onderwerp)
- 1953: East of Sumatra, als Baltimore
- 1953: Walking My Baby Back Home, als Smiley Gordon
- 1954: Johnny Dark
- 1955: Team Berlin (kort onderwerp)
- 1956: Between Heaven and Hell, als George (niet genoemd)
- 1958: The Gift of Love, als Sam de tuinman (niet genoemd)
- 1958: Tarzan and the Trappers, als Tyana
- 1959: Alias Jesse James, als spoorwegkruier (niet genoemd)
- 1959: Porgy and Bess, als Crabman
- 1961: The Sins of Rachel Cade, als Musinga
- 1964: Lady in a Cage, als de assistent van de autokerkhofeigenaar (niet genoemd)
- 1964: The Patsy, als de Shoeshine Boy
- 1965: The Family Jewels, als luchthavenmedewerker (niet genoemd)
- 1966: Three on a Couch, als lid van een jazz band (niet genoemd)

- 1966: Alvarez Kelly, als Bellhop (niet genoemd)
- 1969: Hook, Line & Sinker, als een lichaam (niet genoemd)
- 1969: Hello, Dolly!, als Mr. Jones, a portier (niet genoemd)
- 1970: Bloody Mama, als Moses de verzorger
- 1970: The Great White Hope, als een carnavalschreeuwer (niet genoemd)
- 1970: The Aristocats, als Scat Cat (stem)
- 1971: Chandler, als Smoke
- 1972: Lady Sings the Blues, als Big Ben
- 1972: The King of Marvin Gardens, als Lewis
- 1973: Detroit 9000, als dominee Markham
- 1973: Slaughter's Big Rip-Off, als Cleveland
- 1974: Black Belt Jones, als Pop Byrd
- 1974: Truck Turner, als Duke
- 1975: Win, Place or Steal, als de begeleider
- 1975: Linda Lovelace for President, als Super Black
- 1975: The Fortune, als The Fisherman
- 1975: Coonskin, als Pappy / Old Man Bone (stem)
- 1975: One Flew Over the Cuckoo's Nest, als Turkle
- 1975: Friday Foster, als Noble Franklin

- 1976: Stay Hungry, als William
- 1976: The Shootist, als Moses Brown
- 1976: Chesty Anderson, USN, als Ben Benson
- 1976: Silver Streak, als Ralson, een spoorwegkruier
- 1978: Mean Dog Blues, als Mudcat
- 1978: The Cheap Detective, als Tinker
- 1979: Scavenger Hunt, als Sam
- 1979: Banjo the Woodpile Cat, als Crazy Legs (stem)
- 1980: The Shining, als Dick Hallorann
- 1980: Bronco Billy, als Doc Lynch
- 1981: The Harlem Globetrotters on Gilligan's Island (voor tv), als Dewey Stevens
- 1982: Zapped!, als coach Dexter Jones
- 1982: Deadly Eyes, als George Foskins
- 1983: Twilight Zone: The Movie, als Mr. Bloom (segment Kick the Can)
- 1983: Two of a Kind, als Earl
- 1985: The Journey of Natty Gann, als Sherman
- 1986: Morningstar/Eveningstar (tv-serie), als Excell Dennis
- 1986: The Transformers: The Movie, als Jazz (stem)
- 1987: Rock Odyssey, als Jukebox (stem), postume publicatie

## Televisie
- 1957: The Adventures of Jim Bowie – aflevering: The Quarantine – Cicero
- 1958: Alfred Hitchcock Presents – aflevering: Don't Interrupt – Timothy
- 1959-1960: Beany and Cecil - meerdere afleveringen en bumpers - Go Man Van Gogh (eerst alleen zangstem, daarna gewone stem)
- 1961: Bonanza – aflevering: The Smiler – Jud
- 1964: The Famous Adventures of Mr. Magoo
- 1967: Dragnet – aflevering: The Missing Realtor – Dave Richmond
- 1970-1971: Harlem Globetrotters – George 'Meadowlark' Lemon
- 1971: The Wonderful World of Disney – Disney on Parade – King Louie (stem, niet genoemd)
- 1971: Bewitched – aflevering: Three Men and a Witch on a Horse – Handler
- 1972: The Lorax – TV special – Singer (stem, niet genoemd)
- 1972: Nichols – aflevering: Eddie Joe – Jack
- 1972-1973: The New Scooby-Doo Movies – afleveringen: The Ghostly Creep from the Deep/The Loch Ness Mess/Mystery of Haunted Island
- 1973: Kojak – aflevering: The Corrupter – Gaylord Fuller
- 1974: Hong Kong Phooey – 16 afleveringen -  Hong Kong Phooey / Penrod 'Penry' Pooch
- 1974: Mannix – aflevering: The Green Man – Mudcat
- 1974: The Odd Couple (1970 tv-serie) – aflevering: The Subway Show
- 1974: McMillan & Wife – aflevering: Downshift to Danger – Floyd
- 1974-1978: Chico and the Man – Louie the Garbage Man
- 1975: Sanford and Son – aflevering: The Stand-In – Bowlegs
- 1977: Roots – tv-miniserie – Mingo
- 1977: Dean Martin Celebrity Roast: Angie Dickinson – tv-special – zichzelf
- 1977: Laff-A-Lympics – Hong Kong Phooey
- 1977: CB Bears – Segmenttitel verteller

- 1977: The Skatebirds – Scat Cat
- 1977: Starsky and Hutch – aflevering: Long Walk Down a Short Dirt Road – Fireball
- 1977-1980: Captain Caveman and the Teen Angels – Extra stemmen
- 1978: NBC Salutes the 25th Anniversary of the Wonderful World of Disney – tv-film-documentaire – zichzelf
- 1978: Charlie's Angels – aflevering: Angels in Vegas – Jip Baker
- 1978: The Love Boat – cruiseschip passagier
- 1978-1979: Vega$ – afleveringen: High Roller & The Usurper – Rosey
- 1979: The Super Globetrotters – Nate Branch / Liquid Man
- 1979: The Incredible Hulk – aflevering: My Favorite Magician – Edgar McGee
- 1980: Laverne & Shirley – aflevering: Murder on the Moosejaw Express Part 1 & Part 2 – Porter
- 1981: Magnum, P.I. – aflevering: Lest We Forget – Tickler
- 1981: Trollkins – Extra stemmen
- 1981: The Harlem Globetrotters on Gilligan's Island – tv-film – Dewey Stevens
- 1982: Jokebook – Hoofdtitel zanger
- 1982: Benson – aflevering: In the Red – dominee Tompkins
- 1983: Casablanca – Sam
- 1983: Taxi – aflevering: A Grand Gesture – Walt
- 1984: This Is Your Life – aflevering: Scatman Crothers – Himself
- 1984-1986: The Transformers – stem van autobot Jazz
- 1985-1986: Paw Paws – Eugene het genie
- 1985: The Paper Chase – Mr. Sims
- 1986: The Wonderful World of Jonathan Winters – zichzelf

- Bibsys: 13025282
- Biblioteca Nacional de España: XX1295590
- Bibliothèque nationale de France: cb14011276z (data)
- Gemeinsame Normdatei: 119085380
- International Standard Name Identifier: 0000 0001 0880 2444
- Library of Congress Control Number: n78052837
- MusicBrainz: e021f6ba-a90f-4401-b223-b639fb5fb3ef
- Nationale Bibliotheek van Tsjechië: xx0156472
- Nationale Bibliotheek van Israël: 987007423861805171
- Système universitaire de documentation: 066831180
- Virtual International Authority File: 24799277
- WorldCat: E39PBJvt6vH9JTqWRYBdjMtdwC